# Jan Paul Morales
Pour les articles homonymes, voir Morales.
Jan Paul Morales, né le 28 janvier 1986, est un coureur cycliste philippin.

## Palmarès sur route

### Par année
- 2012
  - 7e étape de la Ronda Pilipinas
- 2013
  - 12e et 16e étapes de la Ronda Pilipinas
- 2015
  - 7e étape de la Ronda Pilipinas
  - 3e de la Ronda Pilipinas
- 2016
  - Ronda Pilipinas I :
    - Classement général
    - 3e et 4e (contre-la-montre) étapes

  - Ronda Pilipinas III :
    - Classement général
    - 1re, 2e, 3e et 5e étapes

  - Hell of the Marianas
- 2017
  - Ronda Pilipinas I :
    - Classement général
    - 2e, 3e, 7e, 9e, 12e (contre-la-montre) et 14e étapes

  - 3e du Hell of the Marianas
- 2018
  -  Champion des Philippines sur route
  -  Champion des Philippines du critérium
  - 4e, 9e et 12e étapes de la Ronda Pilipinas
  - 2e de la Ronda Pilipinas
- 2019
  - 3e étape de la Ronda Pilipinas
  -  Médaillé de bronze du contre-la-montre par équipes aux Jeux d'Asie du Sud-Est
- 2020
  - 6e, 7e et 10e étapes de la Ronda Pilipinas
- 2022
  - 1re et 8e étapes de la Ronda Pilipinas
- 2024
  -  Champion des Philippines du critérium
  - San Leonardo Cycling Challenge
  - Tour Nueva Vizcaya :
    - Classement général
    - 5e étape
- 2025
  - 2e du Tour de Luzon

### Classements mondiaux
| Année         | 2013 | 2014 | 2015 | 2016 | 2017 | 2018 | 2019 |
| ------------- | ---- | ---- | ---- | ---- | ---- | ---- | ---- |
| UCI Asia Tour | 295e |      | 206e |      |      | 324e | 128e |

## Palmarès sur piste

### Championnats d'Asie
- Nakhon Ratchasima 2015
  -  Médaillé d'argent du scratch